# Aleluia
Aleluia, expresie întâlnită în liturghia creștină, în „Psalmii” regelui David din Vechiul Testament, dar și în Noul Testament (vezi Apocalipsa 19:1), provine din ebraicul „hallelujah” înseamnă Lăudați pe „Jah”[we]. Formula conține particula „JAH”, care este o prescurtare a numelui divin Jahwe (în ebraică יהוה și transliterat de obicei prin Jahwe). Acesta este numele propriu al lui Dumnezeu în Biblia ebraică, care înseamnă “Cel care face să devină” .
Acest nume aparține, conform Bibliei, Eliberatorului poporului ales Israel. Pentru iudei și creștini deopotrivă, El reprezintă Creatorul, Judecătorul și Sursa mântuirii întregii lumi. Așa îl prezintă și prima dintre cele Zece Porunci, în Exod 20:2-3, citată din traducerea Versiunea Standard Americană (ASV):
Eu sunt YHWH Dumnezeul tău, cel care te-a scos din sclavia Egiptului. Să nu ai alți Dumnezei în afară de mine.
Numele este compus din trei consoane, yōd (י), hē (ה) și vāv (waw) (ו) (un w semivocalic; vezi mater lectionis, אֵם קְרִיאָה), consoana hē (ה) fiind repetată la sfârșit.
Din cauza faptului că în scrierea ebraică veche nu se scriau vocalele și deoarece evreii considerau numele יהוה tabu (este interzis să fie rostit de către profani), înlocuindu-l cu Tetragrammaton sau cu Adonai (Domn), nu se poate cunoaște cu exactitate pronunția inițială, unii considerând că aceasta a fost pierdută. Variante de pronunție și transcriere pot fi: Iahve, Iahveh, Iahweh, Yahwe, Yahoweh, Iehova.